# Lista de senhores de Fornelos
Este anexo é composto por uma lista de senhores do Castelo de Fornelos na paróquia de San Pedro, no concelho pontevedrino, Espanha.
- João Fernandes de Castro (c. 1230 -?)
- Fernão Anes de Castro, senhor de Fornelos (c. 1250 -?)
- Pedro Fernandes de Castro, (c. 1280) senhor de Fornelos
- Elvira Rodrigues de Valadares, senhora de Fornelos (c. 1255 -?)
- Álvaro Pais de Sotomaior, senhor de Fornelos (c. 1335 -?)
- Fernão Anes Sotomaior, senhor de Sotomaior e Fornelos (c. 1380 -?)
- Maior de Sotomaior, senhora de Sotomaior e Fornelos (c. 1390 -?)